# داني أندرسون
داني أندرسون (16 مايو 1979 بإنجلترا في المملكة المتحدة - ) هو لاعب كرة قدم كندي في مركز الدفاع. شارك مع منتخب كندا تحت 17 سنة لكرة القدم. أما مع النوادي، فقد لعب مع نادي بليموث أرجايل وTrois-Rivières Attak ‏ وداغنهام وريدبريدج وSunnanå SK ‏.